# Internationella matematikerkongressen 2022
Internationella matematikerkongressen 2022 var den tjugonionde Internationella matematikerkongressen. Den hölls online från 6 juli till 14 juli 2022.
Det var ursprungligen planerat att konferensen skulle hållas i Sankt Petersburg, vilket hade varit andra gången som kongressen ägde rum på ryskt territorium. Den första var 1966 när den hölls i Moskva. Efter en bojkottkampanj och Rysslands invasion av Ukraina beslutade International Mathematical Union (IMU) att hålla evenemanget online. Presentationen av matematikpriserna hölls i Helsingfors.
Som en nyhet belönades vid denna kongress framstående personligheter inom fysik och matematik med "Ladyzhenskaya-medaljen", ett pris uppkallat efter den ryska matematikern Olga Ladyzjenskaja.
Under denna kongress reviderades definitionerna av matematik.

## Plats

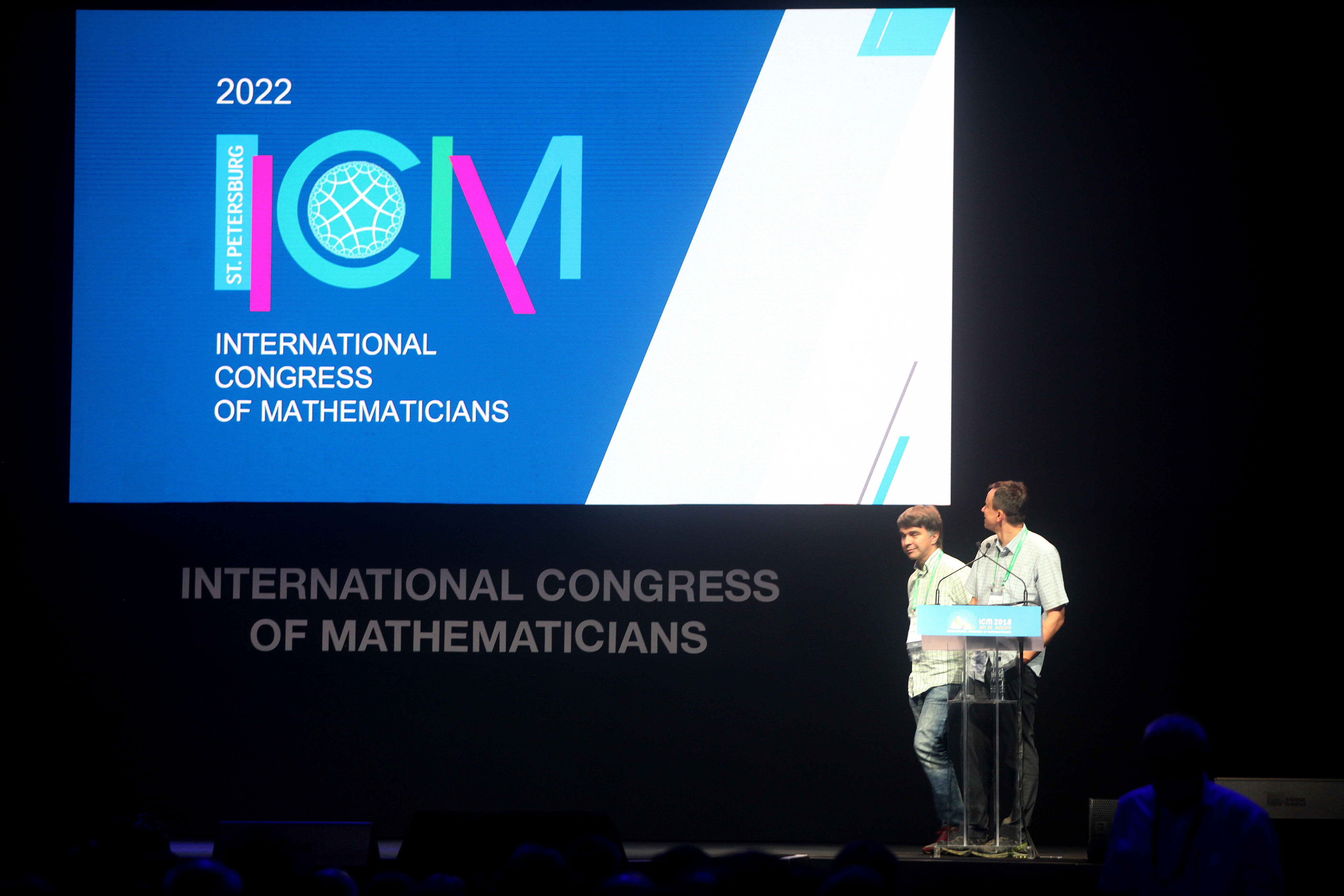
Andrei Okounkov och Stanislav Smirnov presenterar 2022 års kongress på Internationella matematikerkongressen 2018

Paris och Sankt Petersburg var de två kandidaterna att vara värdar för kongressen. IMU:s generalförsamling vid Internationella matematikerkongressen 2018 valde Sankt Petersburg. Matematikolympiaderna 2020 och 2021 hölls i Ryssland som en del av den ryska strategin för att locka matematiker till Ryssland 2022.
Flera matematiker startade en bojkott av kongressen och lanserade en sida som heter ICM 2022 Bojkott. Sedan 2014 har Ryssland varit i krig med Ukraina. Bristen på mänskliga rättigheter och HBTQ-rättigheter i Ryssland var också en anledning till bojkotten. Den 8 november 2018 skickade ordföranden för Association for Women in Mathematics, Ami Radunskaya, ett brev till organisationskommittén för International Mathematical Congress och bad dem att ompröva sitt val av Sankt Petersburg som en plats som är osäker för HBTQ-gemenskapen. Gripandet av Azat Miftachov 2019 blev också en anledning till att bojkotta kongressen.
I mars 2020 nådde covid-19-pandemin Ryssland. European Mathematical Congress 2020 var tvungen att skjutas upp och IMU analyserade covid-19-pandemin i Ryssland för att bestämma var kongressen skulle hållas.
Strax före Rysslands invasion av Ukraina bad en grupp talare i plenarförsamlingen IMU att "utarbeta och tillkännage beredskapsplaner" i händelse av krig. Efter invasionen anslöt sig flera matematiska sällskap från hela världen, inklusive Spanien, Brasilien, Storbritannien, Frankrike, Italien, Kanada, Polen, Litauen, Sverige, Australien och Europa till bojkotten. Därefter beslutade IMU att hålla kongressen online.

## Vetenskapliga aspekter
Det virtuella evenemanget organiserades av bland andra Martin Hairer och Terence Tao. Föreläsningarna hölls i virtuellt format.
Ett tjugotal inbjudna personer höll plenarföreläsningar, bland annat Alice Guionnet, forskningschef vid École normale supérieure de Lyon, Laure Saint-Raymond, professor vid samma École normale supérieure de Lyon, Svetlana Jitomirskaya, en amerikansk matematiker som undervisar vid University of California i Irvine, Neena Gupta, professor vid Indian Statistical Institute i Calcutta, Michael Jeffrey Larsen, professor vid Indiana University, Camillo de Lellis, italiensk matematiker som undervisar vid Zürichs universitet, Mladen Bestvina, kroatisk matematiker och professor vid University of Utah, Clara Grima, spansk matematiker, och den brittiska matematikhistorikern June Barrow-Green.

## Utmärkelser
För första gången i historien hölls IMU Awards Ceremony inför kongressen. Finlands president Sauli Niinistö inledde ceremonin.
Fieldsmedaljen delades ut till Hugo Duminil-Copin, June Huh, James Maynard och Maryna Viazovska. Frankrikes president Emmanuel Macron gratulerade Duminil-Chopin "för att ha mottagit det mest prestigefyllda priset i matematik" och sa att "denna utmärkelse, som hyllar hans arbete med sannolikhet och statistisk fysik, visar vitaliteten och excellensen i vår franska matematikskola". Viazovska blev den andra kvinnan att vinna Fields-medaljen, utsågs till Time100 Next och gratulerades av Ukrainas president Volodymyr Zelenskyj.
Mark Braverman fick Abacus-priset för sina bidrag till informationsteori. Fram till 2018 hette priset Nevanlinna-priset. 2017 startade Alexander Soifer, en amerikansk matematiker med ryskt ursprung, en kampanj för att ersätta namnet på priset eftersom, enligt Soifer, "Rolf Nevanlinna hade ägnat sig åt pro-nazistiskt beteende under andra världskriget". Namnbytet beslutades vid Internationella matematikerkongressen 2018.
Barry Mazur fick Chern-medaljen för livstidsprestationer i matematik och topologi.
Elliott Lieb fick Gauss-priset för sina bidrag till matematikens tillämpningar i fysiken. Lieb hade problem med sitt tal under ceremonin, eftersom förseningen mellan avsändare och mottagare var så stor att han föredrog att ge upp och ge ett kort meddelande.
Svetlana Jitomirskaya vann den första Ladyzhenskaya-medaljen.
Nikolaj Andrejev fick Leelavati-priset för popularisering av matematik.
Den ukrainska matematikern Iulia Zdanovska blev ihågkommen under kongressen.